# Srbské knížectví (středověk)
Srbské knížectví (srbsky Кнежевина Србија, Kneževina Srbija) byl raně středověký srbský stát, který se nacházel v západních oblastech jihovýchodní Evropy (spíše na západ od dnešního Srbska). Existoval od 8. století zhruba do roku 969, přičemž poslední známý panovník zemřel roku 960. Stát založila dynastie Vlastimirovićů a vládla v něm po celou dobu jeho existence. Prvním panovníkem, jehož jméno se dochovalo, byl Višeslav, který usedl na trůn kolem roku 780. 
K nejmocnějším sousedům patřila první bulharská říše na východě, ovšem Vlastimirovicové odolali začlenění do ní. Rozhodla o tom válka z let 839–842, v níž srbskou suverenitu uhájil kníže Vlastimir. Srbsko se poté stalo klíčovou součástí mocenského boje mezi Byzantinci (s nimž měli Srbové krátkou hranici na jihu) a Bulhary. To byla také příčina krutých dynastických válek uvnitř Srbského knížectví, které trvaly tři desetiletí, a kde svářené strany byly podporovány Byzancí na straně jedné a Bulharskem na straně druhé. 
Knížectví bylo anektováno v roce 924 bulharským carem Symeonem I., roku 927 obnovil nezávislost Časlav Klonimirović. Ten sjednotil několik slovanských kmenů, územně stát rozšířil a stal se nejmocnějším vládcem dynastie Vlastimirovićů. Ač Časlav dokázal porazit i Maďary, kteří vpadli do Bosny, v bojích s nimi byl nakonec roku 960 zabit, načež došlo k rozvratu státu, k němuž je málo historických pramenů (není známo ani jméno panovníka té doby, byl-li jaký). Jisté je, že roku 969 oblast vojensky obsadila Byzanc a založila zde katepanát Raška, vazalský stát s rysy provincie. 
Důležitým procesem byla christianizace Srbů, završená ustanovením křesťanství jako státního náboženství ve druhé polovině 9. století. Za Časlavovy vlády se uskutečnil značný příklon k Byzanci (daný nutností zbavit se nadměrného bulharského vlivu), což předpřipravilo budoucí srbský příklon k východnímu křesťanství (pravoslaví) po velkém schizmatu roku 1054.
Hlavní informace o historii knížectví a Vlastimirovićově dynastii pocházejí ze soudobého historickém díla De Administrando Imperio, které sepsal byzantský císař Konstantin VII. Porfyrogennetos, asi v letech 948–949. Ten psal též o polomytickém zakladateli státu ze 7. století, kterému říkal Neznámý archont. Ten měl přivést Srby na Balkán z tzv. Bílého Srbska, jež mělo ležet na severu Evropy, pravděpodobně na území dnešního Německa. Měl pak vládnout někdy v letech 626–650. Podle Konstantina měl zemřít ještě před příchodem Bulharů na Balkán (680), načež se vlády měl ujmout jeho syn a pak jeho vnuk (ani jeden není uveden jménem). Až dalším v řadě panovníků měl být Višeslav. O teorii Bílého Srbska a Neznámého archonta vedou historikové dlouhodobě diskuse a spory, opatrnější interpretace umisťuje vznik Srbského knížectví spíše do 8. než 7. století. 

## Seznam panovníků
- Višeslav (asi 780)
- Radoslav (po 800)
- Prosigoj (před 830)
- Vlastimir (830–851)
- Mutimir (851–891)
- Pribislav (891–892)
- Petar Gojniković (892–917)
- Pavle Baranović (917–921)
- Zaharja Pribislavović (921–924)
- Časlav Klonimirović (933–960)